# Caffè Rosati (Roma)
Il Caffè Rosati è uno storico caffè sito in Piazza del Popolo a Roma, luogo di incontro di artisti, giornalisti, politici e della movida romana sin dal 1922.

## Storia
Il locale fu aperto dalla famiglia omonima, che già nel 1911 ne aveva aperto un primo a via Veneto molto frequentato negli anni della “dolce vita”, in uno dei due edifici simmetrici progettati e realizzati da Giuseppe Valadier, quello verso il quartiere dell'Oca, per conto di Giuseppe Valenti. 

Il bar divenne ben presto frequentato luogo di incontro per artisti che svolgevano la loro attività nella non lontana via Margutta e letterati e in generale legati all’intellighenzia romana. Caratteristica del locale, oltre agli interni, era che nonostante la chiusura alle ore 1 della notte, i tavoli venivano lasciati all’esterno per consentire agli ospiti di rimanere seduti fino alle più tarde ore della notte. A quei tavoli si potevano incontrare tra i molti, Ennio Flaiano, Franco Monicelli, Antonello Trombadori, Giorgio De Chirico, Renato Guttuso, Mario Schifano, il gruppo del Mondo, e spesso anche Roberto Rossellini. Non era raro trovarci Fellini, che veniva a incontrare Flaiano, Alberto Moravia, Pier Paolo Pasolini, Simone de Beauvoir, Carlo Levi, Elio Vittorini, Cascella, Vittorio Caprioli, Franca Valeri, Gassman, Bernardo Bertolucci. 

Nel 1991 è stato ceduto a Giuseppe Ciarrapico a cui sono seguiti altri proprietari.